# 兵庫県道367号岩屋生野線
兵庫県道367号岩屋生野線 （ひょうごけんどう367ごう いわやいくのせん）は、兵庫県神崎郡神河町から朝来市に至る一般県道である。

## 概要
神崎郡神河町岩屋から朝来市生野町口銀谷に至る。

### 路線データ
- 起点：神崎郡神河町岩屋（兵庫県道8号加美宍粟線交点）
- 終点：朝来市生野町口銀谷（国道429号交点）
- 総延長：15.402 km
- 備考：冬季は降雪のため通行不可

## 地理

### 通過する自治体
- 神崎郡神河町
- 朝来市

### 交差する道路
| 交差する道路          | 市町村名 | 市町村名 | 交差する場所 | 交差する場所 |
| --------------------- | -------- | -------- | ------------ | ------------ |
| 兵庫県道8号加美宍粟線 | 神崎郡   | 神河町   | 岩屋         | 起点         |
| 国道429号             | 朝来市   | 朝来市   | 生野町口銀谷 | 終点         |

### 沿線
- 越智川
- 越智郵便局